# كيث روبرتسون
كيث روبرتسون (بالإنجليزية: Keith Robertson)‏ هو لاعب اتحاد الرغبي بريطاني، ولد في 5 ديسمبر 1954 في هاويك ‏ في المملكة المتحدة.

## وصلات خارجية
- كيث روبرتسون عل موقع إسبنسكروم (الإنجليزية)